# Eugenia stricta
Eugenia stricta är en myrtenväxtart som beskrevs av Jean Armand Isidore Pancher, Adolphe-Théodore Brongniart och Jean Antoine Arthur Gris. Eugenia stricta ingår i släktet Eugenia och familjen myrtenväxter.
Artens utbredningsområde är Nya Kaledonien. Inga underarter finns listade i Catalogue of Life.